# 宕州
宕州（とうしゅう）は、中国にかつて存在した州。南北朝時代から宋代にかけて、現在の甘粛省宕昌県一帯に設置された。

## 魏晋南北朝時代
566年（天和元年）、北周が宕昌国を滅ぼし、その地に宕州を設置した。

## 隋代
隋初には、宕州は2郡3県を管轄した。583年（開皇3年）、隋が郡制を廃すると、宕州の属郡は廃止された。607年（大業3年）に州が廃止されて郡が置かれると、宕州は宕昌郡と改称され、下部に3県を管轄した。隋代の行政区分に関しては下表を参照。
| 隋代の行政区画変遷 | 隋代の行政区画変遷 | 隋代の行政区画変遷 | 隋代の行政区画変遷 | 隋代の行政区画変遷   |
| 区分               | 開皇元年           | 開皇元年           | 区分               | 大業3年              |
| ------------------ | ------------------ | ------------------ | ------------------ | -------------------- |
| 州                 | 宕州               | 宕州               | 郡                 | 宕昌郡               |
| 郡                 | 宕昌郡             | 甘松郡             | 県                 | 良恭県 和戎県 懐道県 |
| 県                 | 陽宕県 和戎県      | 懐道県             | 県                 | 良恭県 和戎県 懐道県 |

## 唐代以降
618年（武徳元年）、唐により宕昌郡は宕州と改められた。742年（天宝元年）、宕州は懐道郡と改称された。758年（乾元元年）、懐道郡は宕州の称にもどされた。宕州は隴右道に属し、懐道・良恭の2県を管轄した。763年（広徳元年）、宕州は吐蕃に占領された。
1073年（熙寧6年）、北宋の王韶が宕州を奪回した。宕昌寨が置かれ、岷州に編入された。